# Sunset (Louisiana)
Sunset és una població dels Estats Units a l'estat de Louisiana. Segons el cens del 2000 tenia 2.352 habitants.

## Demografia
Segons el cens del 2000, Sunset tenia 2.352 habitants, 885 habitatges, i 638 famílies. La densitat de població era de 292 habitants/km².
Dels 885 habitatges en un 38,4% hi vivien nens de menys de 18 anys, en un 42,7% hi vivien parelles casades, en un 24,1% dones solteres, i en un 27,8% no eren unitats familiars. En el 24,5% dels habitatges hi vivien persones soles el 7,8% de les quals corresponia a persones de 65 anys o més que vivien soles. El nombre mitjà de persones vivint en cada habitatge era de 2,66 i el nombre mitjà de persones que vivien en cada família era de 3,17.
Per edats la població es repartia de la següent manera: un 31,9% tenia menys de 18 anys, un 9,7% entre 18 i 24, un 27,6% entre 25 i 44, un 21,5% de 45 a 60 i un 9,4% 65 anys o més.
L'edat mediana era de 32 anys. Per cada 100 dones de 18 o més anys hi havia 84,1 homes.
La renda mediana per habitatge era de 22.384 $ i la renda mediana per família de 29.559 $. Els homes tenien una renda mediana de 29.405 $ mentre que les dones 16.838 $. La renda per capita de la població era de 12.642 $. Entorn del 28,6% de les famílies i el 33,1% de la població estaven per davall del llindar de pobresa.

## Poblacions més properes
El següent diagrama mostra les poblacions més properes.